# Каскампек (бухта)
Каскампек (Каскумпек; англ. Cascumpec Bay, Cascumpeque Bay) — защищённая мелководная бухта восточного побережья северо-западной оконечности острова Принца Эдуарда на юго-западе залива Святого Лаврентия.
Площадь бухты составляет около 40 км².
От залива Святого Лаврентия бухта Каскампек отделена серией песчаных кос и барьерных островов с песчаными дюнами. Береговая линия бухты изрезана эстуариями рек Килдэр, Милл, Фоксли, Траут. Бухта довольно мелководна, прилегающее к ней пологое побережье сложено пермскими песчаниками. Южный конец бухты непосредственно переходит в крупные торфяники.
На cевероном побережье бухты располагается город Албертон.